# L'Atlas mnémosyne
L'Atlas mnémosyne de l'historien de l'art allemand Aby Warburg est un important corpus d'images, créé entre les années 1921 et 1929. Sa conception a été stoppée par la mort soudaine de son auteur en octobre 1929.

## Présentation
L’ouvrage est publié pour la première fois en français et en version intégrale en 2012 par Roland Recht, dans une traduction de Sacha Zilberfarb.
L'Atlas a été conçu en étroite relation avec la bibliothèque d'Aby Warburg ouverte en 1926 à Hambourg qui portait l'inscription « Mnémosyne » au-dessus de sa porte d'entrée. Riche de près de 60 000 volumes et de plus de 25 000 photographies, la Kulturwissenschaftliche Bibliothek Warburg (KBW) présentait un classement reposant sur les grands thèmes sur lesquels travaillait son fondateur, principe qu'il a repris pour l'organisation des planches illustratives de son atlas. Son objectif était de mener une histoire comparative de l'art basée uniquement sur l'image. Pour cela il a réutilisé pour certaines planches des illustrations préalablement recensées à l'occasion de conférences ou d'expositions organisées au sein de sa bibliothèque.
L'Atlas mnémosyne est une œuvre originale et unique qui renouvelle les conditions de lecture et d'interprétation des images.